# Franklinträd
Franklinträd (Franklinia) är ett monotypiskt släkte i familjen teväxter. Den enda arten, franklinträdet (F. alatamaha) finns ej länge vildväxande utan är utrotad i naturen. Alla nu kända exemplar härstammar troligen från ett enda träd som växte i botanikerna John och William Bartrams trädgård i slutet av 1700-talet.
De båda botanisterna upptäckte arten 1765, då de hittade ett litet bestånd av träd utmed floden Altamaha i delstaten Georgia, USA. Inom några årtionden var alla träden bortröjda och trots åtskilliga försök har trädet aldrig återfunnits.
Franklinträdet är en lövfällande buske eller litet träd, vanligen lägre än sex meter högt. Bladen är strödda, enkla, till 15 cm långa och har en orange höstfärg. Blommorna är doftande, vita, 7,5 cm i diameter, något skålformade och med orange ståndare. Frukten är en liten rund kapsel. Blomningstiden infaller under sensommaren.
Släktnamnet hedrar Benjamin Franklin som var god vän med Bartram-botanisterna. Artepitetet är namnet på floden med gammal stavning.